# Toni Lato
Antonio Latorre Grueso (La Pobla de Vallbona, 1997. november 21. –) spanyol korosztályos válogatott labdarúgó, a Valencia játékosa.

## Pályafutása

### Klub
A Valencia akadémiáján nevelkedett. 2014. március 29-én mutatkozott be a tartalék együttesben az Elche CF Ilicitano ellen, a 76. percben Alberto Tendillo cseréjeként. 2015. június 25-én aláírta első profi szerződését a klubbal, amely öt évre szólt. 2016. február 25-én debütált az első csapatban az Európa-ligában az osztrák Rapid Wien ellen, José Gayà helyére érkezett a második félidőre. 2017. január 9-én a bajnokságban is bemutatkozott az Osasuna ellen, miután Guilherme Siqueira megsérült a mérkőzésen.
2019. július 5-én meghosszabbította a klubbal a szerződését 2022-ig, majd kölcsönbe került a holland PSV Eindhoven csapatához. Augusztus 22-én lépett először pályára a holland csapat színeiben az Apóllon Lemeszú elleni Európa-liga találkozó 90. percében Olivier Boscagli sérülése miatt. December 26-án bejelentették, hogy távozik a holland csapattól és a spanyol CA Osasuna kölcsönjátékosa lesz a szezon további részében.

### Válogatott
2016. január 20-án debütált a spanyol U19-es válogatottban az olasz U19-es válogatott elleni felkészülési mérkőzésen, a 71. percben váltotta Gaspar Panaderot. Meghívott kapott a 2015-ös U19-es labdarúgó-Európa-bajnokságra, de sérülés miatt nem tudott részt venni.
2017. szeptember 1-jén az olasz U21-es labdarúgó-válogatott elleni 3–0-ra megnyert felkészülési mérkőzésen debütált a spanyol U21-es labdarúgó-válogatottban, Aarón Caricolt váltotta a második félidőben és a 81. percben gólpasszt adott Jorge Merének.

## Statisztika

### Klub
2020. július 19 állapotnak megfelelően.
| Klub              | Szezon   | Bajnokság | Bajnokság | Kupa  | Kupa  | Nemzetközi | Nemzetközi | Egyéb | Egyéb | Összesen | Összesen |
| Klub              | Szezon   | Mérk.     | Gólok     | Mérk. | Gólok | Mérk.      | Gólok      | Mérk. | Gólok | Mérk.    | Gólok    |
| ----------------- | -------- | --------- | --------- | ----- | ----- | ---------- | ---------- | ----- | ----- | -------- | -------- |
| Valencia Mestalla | 2013–14  | 1         | 0         | 0     | 0     | —          | —          | —     | —     | 1        | 0        |
| Valencia Mestalla | 2014–15  | 8         | 1         | 0     | 0     | —          | —          | —     | —     | 8        | 1        |
| Valencia Mestalla | 2015–16  | 10        | 0         | 0     | 0     | —          | —          | —     | —     | 10       | 0        |
| Valencia Mestalla | 2016–17  | 22        | 0         | 0     | 0     | —          | —          | 6     | 0     | 28       | 0        |
| Valencia Mestalla | Összesen | 41        | 1         | 0     | 0     | 0          | 0          | 6     | 0     | 47       | 1        |
| Valencia          | 2015–16  | 0         | 0         | 0     | 0     | 1          | 0          | —     | —     | 1        | 0        |
| Valencia          | 2016–17  | 8         | 0         | 1     | 0     | —          | —          | —     | —     | 9        | 0        |
| Valencia          | 2017–18  | 16        | 0         | 4     | 0     | —          | —          | —     | —     | 20       | 0        |
| Valencia          | 2018–19  | 4         | 0         | 4     | 0     | 5          | 1          | —     | —     | 13       | 1        |
| Valencia          | 2020–21  | 0         | 0         | 0     | 0     | —          | —          | —     | —     | 0        | 0        |
| Valencia          | Összesen | 28        | 0         | 9     | 0     | 6          | 1          | 0     | 0     | 43       | 1        |
| PSV               | 2019–20  | 0         | 0         | 0     | 0     | 1          | 0          | —     | —     | 1        | 0        |
| PSV               | Összesen | 0         | 0         | 0     | 0     | 1          | 0          | 0     | 0     | 1        | 0        |
| Osasuna           | 2019–20  | 0         | 0         | 0     | 0     | —          | —          | —     | —     | 0        | 0        |
| Osasuna           | Összesen | 8         | 1         | 0     | 0     | 0          | 0          | 0     | 0     | 8        | 1        |
| Összesen          | Összesen | 77        | 2         | 9     | 0     | 7          | 1          | 6     | 0     | 99       | 3        |

## Sikerei, díjai
- Valencia
  - Spanyol kupa: 2018–19